# Francesco Geminiani
Francesco Geminiani (5. december 1687 – 17. september 1762) var en italiensk violinist, komponist og musikforfatter.
Geminiani, der virkede i London hovedparten af sit liv, komponerede blandt andet concerti grossi og sonater og skrev en berømt lærebog The Art of Playing on the Violin.